# Willie Miller
Pour les articles homonymes, voir Miller.
Willie Miller, né le 2 mai 1955 à Glasgow (Écosse), est un footballeur écossais, qui évoluait au poste de défenseur central à Aberdeen et en équipe d'Écosse. 
Miller a marqué un but lors de ses soixante-cinq sélections avec l'équipe d'Écosse entre 1975 et 1989. Il fait partie du Scottish Football Hall of Fame, intronisé lors de son inauguration en 2004. Il fait aussi partie du Tableau d'honneur de l'équipe d'Écosse de football, où figurent les internationaux ayant reçu plus de 50 sélections pour l'Écosse, étant inclus dès la création de ce tableau d'honneur en février 1988.

## Biographie
Ce défenseur a passé toute sa carrière à Aberdeen, un club qui à l'époque rivalisait avec les deux clubs de Glasgow, le Celtic et les Rangers.
Miller a notamment remporté avec Aberdeen la finale de la coupe des coupes en 1983 contre le Real Madrid ainsi que 3 titres de champion d'Écosse.

 Il détient le record du plus grand nombre de matches joués avec Aberdeen (556 matches entre 1973 et 1990).
Il formait avec Alex McLeish une défense centrale solide à la fois à Aberdeen et en équipe d'Écosse.

Il compte en effet 65 sélections notamment lors des coupes du monde 1982 et 1986.
Après avoir été brièvement manager d'Aberdeen, il a été commentateur sportif à la BBC avant de revenir à Aberdeen, en tant que dirigeant.

## Carrière de joueur
- 1972-1990 : Aberdeen

## Palmarès

### En équipe nationale
- 65 sélections et 1 but avec l'équipe d'Écosse entre 1975 et 1989.

### Avec Aberdeen
- Vainqueur de la Coupe d'Europe des vainqueurs de coupe de football en 1983.
- Vainqueur de la Supercoupe de l'UEFA en 1983.
- Vainqueur du Championnat d'Écosse de football en 1980, 1984 et 1985.
- Vainqueur de la Coupe d'Écosse de football en 1982, 1983, 1984 et 1986.
- Vainqueur de la Coupe de la Ligue écossaise de football en 1976, 1985 et 1989.

## Carrière d'entraîneur
- 1992-1995 : Aberdeen